# Kreis Luckenwalde
Der Kreis Luckenwalde war ein Landkreis im Bezirk Potsdam der DDR. Von 1990 bis 1993 bestand er als Landkreis Luckenwalde im Land Brandenburg fort. Sein Gebiet liegt heute zum größten Teil im Landkreis Teltow-Fläming in Brandenburg. Der Sitz der Kreisverwaltung befand sich in Luckenwalde.

## Geographie
Der Kreis Luckenwalde lag nördlich des Flämings und umfasste den westlichen Teil des Baruther Urstromtals. Der Kreis Luckenwalde grenzte im Uhrzeigersinn im Nordwesten beginnend an die Kreise Potsdam-Land, Zossen, Luckau, Jüterbog und Belzig.

## Geschichte
Am 25. Juli 1952 kam es in der DDR zu einer umfassenden Verwaltungsreform, bei der unter anderem die Länder ihre Bedeutung verloren und neue Bezirke gebildet wurden. Der damalige Landkreis Luckenwalde gab Gemeinden an die neuen Kreise Jüterbog, Luckau und Zossen ab. Aus dem verbleibenden Kreisgebiet wurde zusammen mit Teilen des Landkreises Teltow der neue Kreis Luckenwalde mit Sitz in Luckenwalde gebildet. Der Kreis wurde dem neuen Bezirk Potsdam zugeordnet. Am 1. Oktober 1954 wechselte die Gemeinde Kummersdorf-Gut aus dem Kreis Luckenwalde in den Kreis Zossen und am 1. Januar 1957 wechselten die Gemeinden Niebendorf und Heinsdorf aus dem Kreis Jüterbog in den Kreis Luckenwalde.
Am 17. Mai 1990 wurde der Kreis in Landkreis Luckenwalde umbenannt. Anlässlich der Wiedervereinigung der beiden deutschen Staaten wurde der Landkreis Luckenwalde 1990 dem wiedergegründeten Land Brandenburg zugesprochen. Bei der Kreisreform, die am 6. Dezember 1993 in Kraft trat, ging er fast vollständig im neuen Landkreis Teltow-Fläming auf.

## Kreisangehörige Gemeinden und Städte
Aufgeführt sind alle Orte, die am 25. Juli 1952 bei Einrichtung des Kreises Luckenwalde eigenständige Gemeinden waren. Eingerückt sind Gemeinden, die bis zum 5. Dezember 1993 ihre Eigenständigkeit verloren und in größere Nachbargemeinden eingegliedert wurden.
- - Ahrensdorf (wurde zum 1. Juni 1969 nach Märtensmühle eingemeindet)
- Berkenbrück
- Blankensee
- Buckow
  - Charlottenfelde (wurde am 2. Januar 1971 nach Petkus eingemeindet)
- Dobbrikow
- Dümde
- Felgentreu
- Frankenfelde
- Frankenförde
- Glau
- Gottow
  - Gottsdorf (wurde zum 1. April 1974 nach Frankenförde eingemeindet)
  - Heinsdorf (schloss sich zum 1. Januar 1957 mit Niebendorf zur neuen Gemeinde Niebendorf-Heinsdorf zusammen)
- Hennickendorf
- Holbeck
- Jänickendorf
- Kemnitz
- Klein Schulzendorf
- Kliestow
- Kolzenburg
  - Liebätz (wurde zum 1. Juni 1969 nach Märtensmühle eingemeindet)
- Liepe
- Ließen
  - Löwendorf (wurde zum 1. Mai 1976 nach Trebbin eingemeindet)
- Luckenwalde
- Lüdersdorf
- Lühsdorf
- Lynow
- Märtensmühle
- Merzdorf
- Nettgendorf
- Niebel
- Niebelhorst
  - Niebendorf (schloss sich zum 1. Januar 1957 mit Heinsdorf zur neuen Gemeinde Niebendorf-Heinsdorf zusammen)
- Niebendorf-Heinsdorf (entstand zum 1. Januar 1957 durch den Zusammenschluss von Niebendorf und Heinsdorf)
- Petkus
- Ruhlsdorf
- Scharfenbrück
- Schönefeld
- Schöneweide
- Schönhagen
- Stangenhagen
- Stülpe
- Trebbin
- Wahlsdorf
- Wiesenhagen
- Woltersdorf
- Zülichendorf

1992 entstanden im Kreisgebiet im Zuge der Verwaltungsreform im Land Brandenburg folgende Ämter (z. T. kreisübergreifend): Baruth/Mark, Nuthe-Urstromtal und Trebbin.

### Größte Orte
Die größten Orte des Kreises neben der Kreisstadt Luckenwalde waren die Stadt Trebbin sowie die Gemeinden Felgentreu, Hennickendorf, Kummersdorf, Niebendorf-Heinsdorf, Jänickendorf, Stülpe und Woltersdorf.

### Einwohnerentwicklung
| Jahr      | 1960   | 1971   | 1981   | 1989   |
| Einwohner | 49.301 | 47.723 | 45.084 | 43.790 |

## Wirtschaft
Bedeutende Betriebe waren unter anderem
- VEB Feuerlöschgerätewerk Luckenwalde
- VEB Wälzlagerwerk Luckenwalde
- VEB Kontaktbauelemente
- VEB Märkische Möbelwerke Trebbin
- VEB Plastverarbeitung Luckenwalde
- VEB Schuhfabrik Luwal
- VEB Edelbrände und Spirituosen Luckenwalde

## Verkehr
Dem überregionalen Straßenverkehr dienten die  F 101 von Großbeeren über Luckenwalde nach Jüterbog, die F 246 von Eisenhüttenstadt über Trebbin nach Magdeburg sowie die F 115 von Baruth über Petkus nach Jüterbog.
Mit dem  Eisenbahnnetz der DDR war der Kreis Luckenwalde durch die Strecken Teltow–Luckenwalde–Halle und Zossen–Luckenwalde–Jüterbog verknüpft.

## Kfz-Kennzeichen
Den Kraftfahrzeugen (mit Ausnahme der Motorräder) und Anhängern wurden von etwa 1974 bis Ende 1990 dreibuchstabige Unterscheidungszeichen, die mit dem Buchstabenpaar DJ begannen, zugewiesen. Die letzte für Motorräder genutzte Kennzeichenserie war DU 00-01 bis DV 20-00.
Anfang 1991 erhielt der Landkreis das Unterscheidungszeichen LUK. Es wurde bis Ende 1993 ausgegeben. Seit dem 3. März 2025 ist es im Landkreis Teltow-Fläming erhältlich.